# Vădăstriţa
Vădăstriţa é uma comuna romena localizada no distrito de Olt, na região de Oltênia. A comuna possui uma área de 41.82 km² e sua população era de 3514 habitantes segundo o censo de 2007.